# Sealand

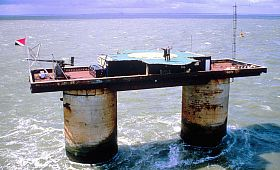
Imatge de la nació

El Principat de Sealand, més conegut com a Sealand, és una micronació no reconeguda per cap altre estat de les Nacions Unides. Està situada en una petita plataforma sobre el mar del Nord, construïda durant la Segona Guerra Mundial al sud-est de la Gran Bretanya.
Des de 1967, la plataforma ha estat ocupada per la família i pròxims de Paddy Roy Bates, i defensen que és un estat sobirà i independent. Bates es va apropiar de la plataforma d'un grup d'emissores de ràdio pirates el 1967 amb la intenció d'establir la seva pròpia estació en aquell lloc. Bates va establir Sealand com a nació el 1975 amb la redacció d'una Constitució i amb l'establiment de símbols nacionals. Bates es va traslladar al comtat anglès d'Essex quan es va fer gran i va nomenar el seu fill Michael com a regent. Bates va morir el 2012 a l'edat de 91 anys.
Si bé s'ha descrit com la nació més petita del món, o com a micronació, Sealand no ha estat reconeguda oficialment per cap estat sobirà establert. Malgrat que el govern de Sealand afirma que ha estat de facto reconegut pel Regne Unit (després que una cort anglesa va dictaminar que no tenia jurisdicció sobre Sealand al no estar en aigües territorials britàniques), l'acció no constitueix reconeixement i cap estat ha emès mai cap tipus d'acceptació de Sealand com a estat o nació de iure.

## Història
En 1943, durant la Segona Guerra Mundial, el Regne Unit va construir el Fort Roughs (de vegades anomenat Torre Roughs) com un dels Forts Maunsell, principalment per defensar les vies marítimes vitals dels estuaris propers contra els avions minadors alemanys. Consistia en una base flotant de pontons amb una superestructura de dues torres buides unides per una coberta sobre la qual es podien afegir altres estructures. El fort va ser remolcat fins a una posició per sobre del banc de sorra de Rough Sands, on la seva base va ser deliberadament inundada per enfonsar-lo al seu lloc de descans final. Es troba a unes 7 milles nàutiques (13 km) de la costa de Suffolk, fora de les llavors 3 milles nàutiques (6 km) de reclamació del Regne Unit i, per tant, en aigües internacionals. La instal·lació va estar ocupada per entre 150 i 300 membres de la Royal Navy durant tota la Segona Guerra Mundial; l'últim personal a temps complet va marxar el 1956. Els forts Maunsell van ser retirats del servei a la dècada de 1950.

### Ocupació i establiment
La Torre Roughs va ser ocupada el febrer i l'agost del 1965 per Jack Moore i la seva filla Jane, en nom de l'emissora pirata Wonderful Radio London.
El 2 de setembre de 1967, el fort va ser ocupat pel comandant Paddy Roy Bates, ciutadà britànic i locutor de ràdio pirata, que va expulsar el grup de locutors pirates de la competència. Bates pretenia emetre la seva emissora de ràdio pirata -anomenada Radio Essex- des de la plataforma. Tot i comptar amb l'equip necessari, mai va començar a emetre. Bates va declarar la independència de la Torre Roughs i la va declarar Principat de Sealand.
El 1968, uns obrers britànics van entrar en el que Bates considerava les seves aigües territorials per reparar una boia de navegació a prop de la plataforma. Michael Bates (fill de Paddy Roy Bates) va intentar espantar els obrers efectuant trets d'advertència des de l'antic fort. Com que Bates era llavors un súbdit britànic, va ser citat davant un tribunal d'Anglaterra per càrrecs d'armes de foc després de l'incident, però com el tribunal va dictaminar que la plataforma (a la qual Bates anomenava ara "Sealand") estava fora dels límits territorials britànics, ja que es trobava més enllà del límit de 3 milles nàutiques (6 km) de les aigües del país, el cas no va poder seguir endavant.
El 1975, Bates va introduir una constitució per a Sealand, seguida d'una bandera nacional, un himne nacional, una moneda i passaports.

### Atac de 1978 i Govern Rebel de Sealand
L'agost de 1978, Alexander Achenbach, que es descrivia a si mateix com a primer ministre de Sealand, va contractar diversos mercenaris alemanys i holandesos perquè dirigissin un atac contra Sealand mentre Bates i la seva dona es trobaven a Àustria convidats per Achenbach per discutir la venda de Sealand. Achenbach havia discrepat amb Bates sobre els plans de convertir Sealand en un hotel de luxe i un casino amb altres empresaris alemanys i holandesos. Van assaltar la plataforma amb llanxes ràpides, embarcacions personals i helicòpters, i van prendre com a ostatge el fill de Bates, Michael. Michael va poder reprendre Sealand i capturar Achenbach i els mercenaris amb armes amagades a la plataforma. Achenbach, un advocat alemany amb passaport de Sealand, va ser acusat de traïció a Sealand i va ser retingut a menys que pagués 75.000 marcs alemanys (més de 38.000 euros). Alemanya va enviar llavors un diplomàtic de la seva ambaixada a Londres a Sealand per negociar l'alliberament d'Achenbach. Roy Bates va cedir després de diverses setmanes de negociacions i posteriorment va afirmar que la visita del diplomàtic constituïa un reconeixement de facto de Sealand per part d'Alemanya.
Després de la repatriació del primer, Achenbach i Gernot Pütz van proclamar a Alemanya un govern a l'exili, de vegades conegut com a Govern Rebel de Sealand o Govern Rebel Sealandic. El 1987, el Regne Unit va ampliar les seves aigües territorials a 12 milles nàutiques. Sealand es troba ara en aigües reconegudes internacionalment com a britàniques.
Sealand ven "passaports de fantasia" (com els anomena el Consell de la Unió Europea), que no són vàlids per als viatges internacionals. El 1997, la família Bates va revocar tots els passaports de Sealand, inclosos els que ells mateixos havien expedit durant els 22 anys anteriors, a causa de la constatació que havia aparegut una xarxa internacional de blanqueig de diners que utilitzava la venda de passaports falsos de Sealand per finançar el tràfic de drogues i el blanqueig de diners procedents de Rússia i l'Iraq. Els caps de l'operació, amb seu a Madrid però amb vincles amb diversos grups a Alemanya, inclòs el Govern rebel de Sealand a l'exili establert per Achenbach després de l'intent de cop d'Estat del 1978, havien utilitzat passaports diplomàtics i matrícules falsos de Sealand. Es va informar que havien venut 4.000 passaports sealandesos falsos a ciutadans de Hong Kong per un preu estimat de 1.000 dòlars cadascun. Michael Bates va declarar a finals de 2016 que Sealand rebia centenars de sol·licituds de passaports cada dia. El 2015, Bates va afirmar que la població de Sealand és "normalment dues persones".

### Incendi de 2006
La tarda del 23 de juny del 2006, la plataforma superior de la Torre Roughs es va incendiar a causa d'una fallada elèctrica. Un helicòpter de rescat de la Reial Força Aèria va traslladar una persona a l'Hospital d'Ipswich, directament des de la torre. El pot salvavides de Harwich va romandre al costat de la Roughs Tower fins que un remolcador local va extingir el foc. Tots els danys van ser reparats al novembre de 2006.

### Intents de compra
El gener del 2007, The Pirate Bay, un directori en línia de contingut digital de mitjans d'entreteniment i programari fundat pel grup d'experts suec Piratbyrån, va intentar comprar Sealand després que l'enduriment de les mesures de drets d'autor a Suècia els obligués buscar una base d'operacions en un altre lloc. Entre el 2007 i el 2010, Sealand es va posar a la venda a través de l'empresa immobiliària espanyola InmoNaranja, amb un preu de venda de 750 milions d'euros.

### Mort del fundador
Roy Bates va morir a l'edat de 91 anys el 9 d'octubre del 2012; patia la malaltia d'Alzheimer des de feia uns quants anys. El seu fill Michael es va fer càrrec de l'explotació de Sealand, encara que va seguir vivint a Suffolk, on ell i els seus fills explotaven un negoci familiar de pesca anomenat Fruits of the Sea. Joan Bates, l'esposa de Roy Bates, va morir en una residència de gent gran d'Essex a l'edat de 86 anys el 10 de març de 2016.

### Reconeixement
Simon Sellars, de The Australian, i Red Bull descriuen Sealand com el país més petit del món, però Sealand no està reconegut oficialment per cap estat sobirà establert. No obstant això, el govern de Sealand afirma que ha estat reconegut de facto per Alemanya, ja que aquesta va enviar una vegada un diplomàtic a Sealand.